# Luis García Postigo
Luís García Postigo (1 de juny de 1969, Ciutat de Mèxic), és un jugador de futbol mexicà ja retirat, que va ser internacional amb la selecció de futbol de Mèxic i va disputar els mundials de futbol dels Estats Units i França així com els Jocs Olímpics d'Atlanta 1996. Actualment treballa com a comentarista esportiu per a TV Azteca.

## Trajectòria
Va iniciar la seva carrera jugant per als Pumas de la UNAM l'any de 1986. La temporada 1990-1991 va ser el màxim golejador de la lliga mexicana amb un total de 26 gols, cosa que li va servir per a ser transferit a l'Atlètic de Madrid.
En la seva primera campanya va tenir una destacada actuació, però per a la temporada 1993-1994 degut en gran manera a les seves diferències amb la directiva del club matalasser no va poder brillar i va ser transferit a la Reial Societat, on va militar un any.
Per al torneig 1994-1995 va tornar a Mèxic i es va unir al Club América, on va romandre fins al torneig d'Estiu 1997, després passa a l'Atlante on va estar un any més, sent fitxat en el Torneig d'Hivern de 1998 pel club Guadalajara. Posteriorment va ser transferit al Monarcas Morelia i després de tenir diferències amb el CD Guadalajara, amo de la seva carta, va ser transferit contra la seva voluntat al Puebla, on només va jugar un partit.
Es va retirar iniciant l'any 2001 i actualment treballa com comentarista per a Televisió Azteca.

## Internacional
Va debutar en la selecció de futbol de Mèxic el 1990, va jugar el mundial dels Estats Units 94 on marcà 2 gols a la República d'Irlanda. Va ser convocat per al mundial de França 98 però no va jugar un sol partit.
- Va formar part de la selecció infantil en el mundial de la Xina.
- Convocat a la selecció de futbol de Mèxic en les Copes Mundials de Futbol en:[2]
- Estats Units 1994
- França 1998
- Jocs Olímpics d'Atlanta de 1996

Ha participat amb TV Azteca en el Campionat Mundial de Corea-Japó 2002 i els programes esportius Los Protagonistas i en Deportv.

## Títols
- Pumas de la U.N.A.M. - Campió 1990- 1991 -(Mèxic) - 1991

### Distincions individuals
- Màxim golejador 1990- 1991 - Pumas de la U.N.A.M. (Mèxic) - 1991
- Màxim golejador 1991- 1992 - Pumas de la U.N.A.M. (Mèxic) - 1992
- Màxim golejador Torneig d'Hivern 1997 Atlante (Mèxic) - 1997